# Can Puig de Galup
Can Puig de Galup és un edifici neoclàssic del municipi de Vilanova i la Geltrú (Garraf) protegit com a bé cultural d'interès local.

## Descripció
Edifici entre mitgeres de planta baixa, dos pisos i golfes, amb coberta plana, on s'aixeca la caixa d'escala. La façana principal és de composició simètrica. A la planta baixa hi ha dues obertures d'arc escarser. La que correspon a l'entrada és emmarcada per pilastres de pedra formades per grans carreus que arriben fins al balcó del primer pis. Als pisos superiors hi ha balcons amb obertures rectangulars i baranes de ferro forjat. L'edifici és coronat amb una cornisa i una barana de terrat amb balustres. La façana posterior presenta galeria d'arcs de mig punt, balcons i finestra central a la segona planta.

## Història
Per referències documentals se sap que l'edifici ja existia l'any 1858, any en què el seu propietari, Dionís Puig de Galup, juntament amb altres persones, va organitzar la primera Cavalcada benèfica del Carnaval. L'any 1880 s'hi instal·là un col·legi regentat per les Mares Escolàpies i més tard fou una sucursal del col·legi Samà. Actualment en desús.